# Io ti prego di ascoltare/A metà del viaggio
Io ti prego di ascoltare/A metà del viaggio è un 45 giri del cantante italiano Riccardo Fogli, uscito nel 1991.
Il brano Io ti prego di ascoltare, composto da Maurizio Fabrizio e Guido Morra, fu presentato al Festival di Sanremo di quell'anno, dove fu eseguito da Fogli in abbinamento con il gruppo Sold Out, che lo interpretò in inglese con il titolo Listen to Me. In finale si classificò 9º.